# Lomawa Ndwandwe
laNgolotsheni (Lomawa) Ndwandwe (mất tháng 9 năm 1938) là Ndlovukati (Vương đại phi) của Swaziland, vợ của Vua Ngwane V, và mẹ của Vua Sobhuza II.

## Tiểu sử

### Đầu đời
Ndwandwe, thuộc chi nhánh Esikoteni của bộ tộc Ndwandwe, được sinh ra bởi tù trưởng Ngolotjeni Nxumalo và Msindvose Ndlela. Bà là chị cả trong ba chị em. anh chị em họ của bà bao gồm đầy đủ chị em của bà (và cuối cùng, đồng vợ) Nukwase Ndwandwe, người kế nhiệm của bà với tên gọi Ndlovukati, và anh trai cô Benjamin Nxumalo, người sau này cung cấp lời khuyên cho Sobhuza II. 
Là hậu duệ của Zize Ndwandwe và là con gái của một tù trưởng đáng kính, Ndwandwe được hội đồng trưởng lão chọn làm vợ chính cho vua Ngwane V.

### Thống trị
Sau cái chết của Ngwane V, Ndwandwe đã được lựa chọn trong số các góa phụ của ông, bởi hội đồng trưởng lão, để trở thành Ndlovukati tiếp theo, và đứa con trai sơ sinh của bà, Nkhotfotjeni được đặt tên là Vua Sobhuza II.
Là Vương đại phi, Ndwandwe là người bảo vệ các nghi lễ Swazi.

### Tử vong
Ndwandwe qua đời vào tháng 9 năm 1938. Để tránh làm suy yếu Vua Sobhuza II thông qua cái chết của mẹ mình, Nhà vua đã bị hội đồng trưởng lão ngăn cản tham dự đám tang của mẹ mình. Ndwandwe được chôn cất với thẻ thành viên nhà thờ, với sự chỉ đạo của chị gái bà, Nukwase Ndwandwe.

## Quan điểm tôn giáo
Ndwandwe đã không được rửa tội, phù hợp với mong muốn của Labotsibeni Mdluli. Tuy nhiên, Ndwandwe trở thành người ủng hộ được công nhận của nhà thờ Giám lý. Bà cũng đồng cảm với một nhà thờ ly khai theo chủ nghĩa Do thái gần đó có lãnh đạo địa phương tán thành quan điểm chính trị chồng chéo mạnh mẽ với bà.
Câu hỏi về vai trò mà Ndwandwe xác định là, trong mọi trường hợp, không có ý nghĩa đối với Sobhuza II, người chỉ trích sự chia rẽ giữa các giáo phái.

## TVuoham khảo
1. 1 2  "Observer". Observer. ngày 29 tháng 3 năm 2015. Truy cập ngày 29 tháng 10 năm 2016.
2. 1 2  "Ndwandwe, Nukwase, Swaziland, Methodist/ Roman Catholic". Sthweb.bu.edu. Bản gốc lưu trữ ngày 27 tháng 10 năm 2016. Truy cập ngày 29 tháng 10 năm 2016.
3. 1 2  "African Systems of Kinship and Marriage - A. R. Radcliffe-Brown, Daryll Forde - Google Books". Books.google.co.uk. Truy cập ngày 29 tháng 10 năm 2016.
4. ↑  Kuper, Hilda (1986). The Swazi: A South African Kingdom (ấn bản thứ 2). CBS College Publishing. tr. 33.
5. ↑  "Nxumalo, Benjamin, Swaziland, African Methodist Episcopal". Dacb.org. ngày 1 tháng 1 năm 2014. Bản gốc lưu trữ ngày 7 tháng 8 năm 2016. Truy cập ngày 29 tháng 10 năm 2016.
6. 1 2  Kuper, Hilda (1986). The Swazi: A South African Kingdom (ấn bản thứ 2). CBS College Publishing. tr. 15.
7. 1 2 3 4  Kuper, Hilda (1986). The Swazi: A South African Kingdom (ấn bản thứ 2). CBS College Publishing. tr. 70-71.
8. ↑  "Agency and Action in Colonial Africa: Essays for John E. Flint - Google Books". Books.google.co.uk. ngày 17 tháng 6 năm 2001. Truy cập ngày 29 tháng 10 năm 2016.